# Giuliano Grandi
Giuliano Grandi (Arezzo, 4 dicembre 1922 – Firenze, 16 settembre 1963) è stato un allenatore di calcio e calciatore italiano, di ruolo portiere.

## Carriera

### Giocatore
Nella stagione 1940-1941 la Fiorentina l'ha ceduto in prestito al Sesto Fiorentino, ed a fine stagione ha fatto ritorno per fine prestito alla squadra del capoluogo toscano; nel 1945 è stato messo in lista di trasferimento dalla Fiorentina.

### Allenatore
Inizia la carriera da allenatore sostituendo Nello Bechelli come allenatore in seconda della Fiorentina, ruolo che mantiene fino al 1954. Nella stagione 1954-1955 ha allenato la squadra Ragazzi del Modena, con cui ha anche vinto il campionato.
L'8 novembre 1955 è subentrato a Paolo Todeschini sulla panchina della prima squadra del Modena, guidando i canarini all'8º posto in classifica nel campionato di Serie B nella stagione 1955-1956; è stato riconfermato alla guida della squadra emiliana anche per la stagione successiva, sempre nella serie cadetta, nella quale è stato però esonerato il 17 dicembre 1956 in favore di Manlio Bacigalupo. Successivamente dopo alcune esperienze con squadre minori toscane come il Poggibonsi (che ha guidato nella Serie D 1961-1962) ha allenato nelle giovanili della Fiorentina.

## Palmarès

### Allenatore

#### Competizioni giovanili
- Campionato Ragazzi: 1

Modena: 1954-1955